# الأب مكارثي
الأب مكارثي Revd Dr. R.J. McCarthy (1913 - 1981 م) هو مستشرق أمريكي.

## آثاره
من آثاره:
- تحقيق كتاب اللمع للأشعري - أول طبعة للنص مع ترجمة إنكليزية وتذييل في حياة الأشعري ومؤلفاته، مع إعادة نشر كتاب استحسان الخوض في علم الكلام للأشعري مع ترجمة إنكليزية (المطبعة الكاثوليكية، 1954 م).[2]